# Detonatore a lamina esplodente

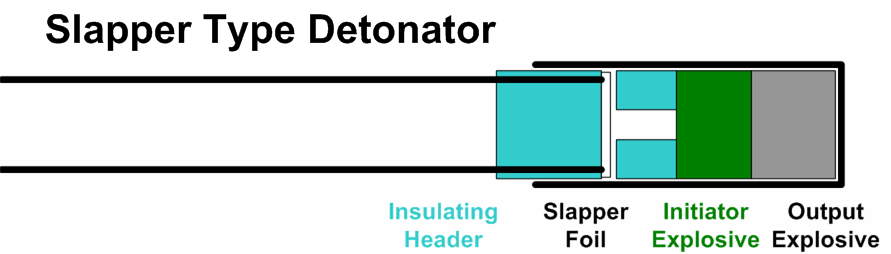
Schema di un detonatore a lamina esplodente.

Un detonatore a lamina esplodente, detto anche detonatore a foglio esplodente e spesso abbreviato in EFI (acronimo dell'inglese exploding foil initiator), è un detonatore sviluppato a partire dagli anni 1970 dal Lawrence Livermore National Laboratory. Il dispositivo è basato sul progetto dei detonatori a filo esplodente (EBW) ma, a differenza di quanto accade in questi ultimi, l'esplosivo ad alto potenziale non è innescato direttamente dall'onda d'urto derivante da un filo che viene vaporizzato, bensì l'innesco dell'esplosivo (che di solito è PETN o esanitrostilbene) avviene grazie all'impatto su di esso di un piccolo foglio di materiale plastico (in inglese chiamato "flyer" o "slapper", da cui il nome spesso associato a questi dispositivi di "detonatori slapper") il quale arriva a colpire l'esplosivo dopo essere stato letteralmente sparato dal plasma derivante dall'evaporazione istantanea di una piccola lamina metallica.
Talvolta con l'espressione "detonatore a lamina esplodente" sono indicati anche i "detonatori a ponte esplodente" (EB), nei quali l'esplosivo ad alto potenziale è in contatto diretto con la lamina metallica che, vaporizzando, crea l'onda d'urto che innesca la detonazione e non prevedono quindi l'utilizzo di un proiettile plastico. Nella presente voce ci si riferirà comunque sempre al dispositivo dotato di slapper.

## Descrizione
Un detonatore a lamina esplodente è costituito da una piccola massa cilindrica di esplosivo ad alto potenziale avente la funzione di booster per la carica di esplosivo vera e propria; la superficie laterale del cilindro è circondata da un contenitore e, su una delle basi, è appoggiato un dischetto di materiale isolante dotato di un buco nel centro, praticamente una rondella. Dall'altro lato del dischetto è presente uno strato di materiale isolante, ad esempio Kapton o PET (in particolare BoPET, ossia un film di PET orientato biassialmente), con una piccola e sottile striscia di lamina metallica (tipicamente oro, alluminio o rame) depositata sul lato opposto la quale funge da ponte tra due elettrodi.

### Meccanismo di funzionamento

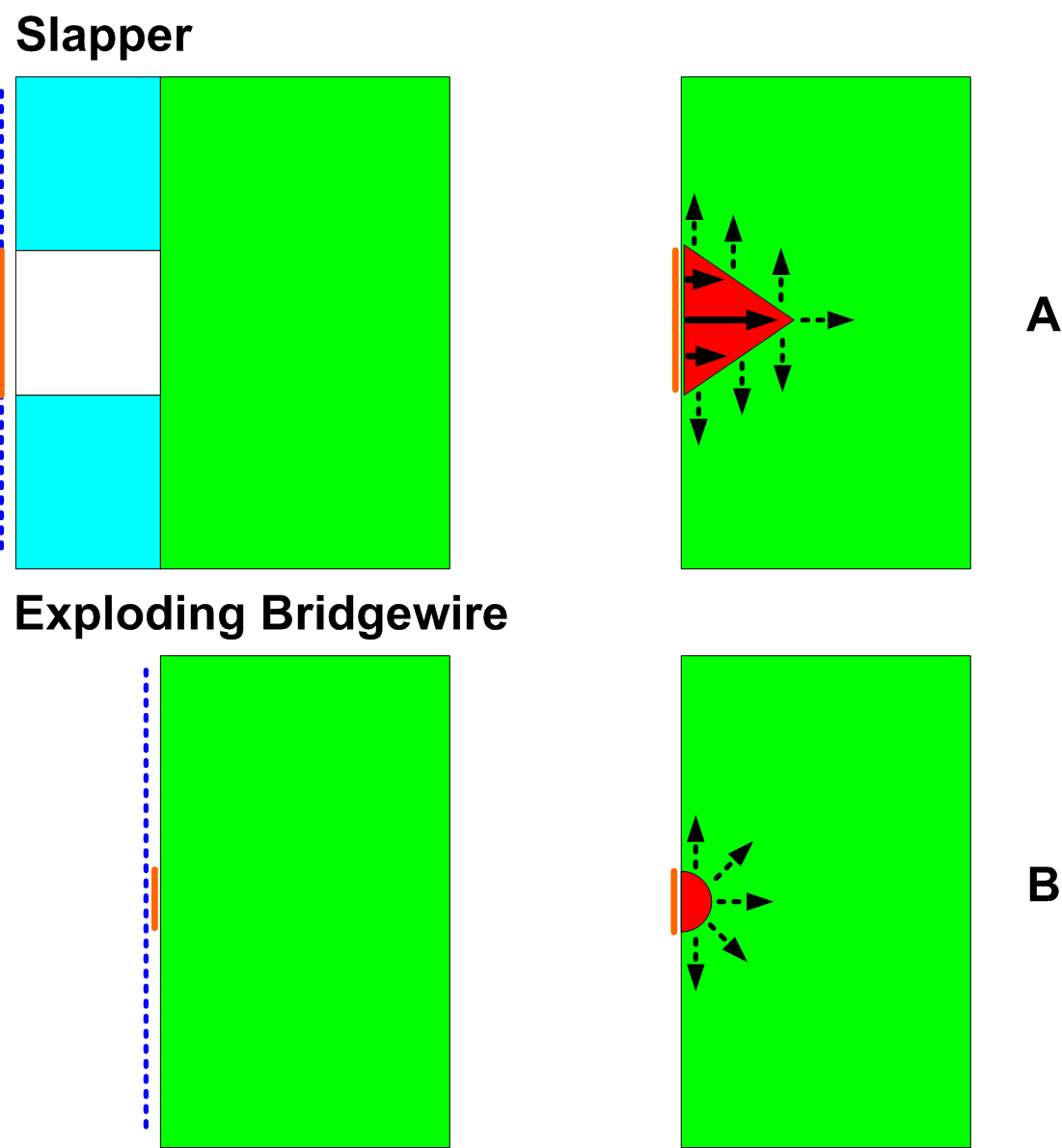
Schema dell'innesco di una detonazione di un EFI e un EBW.
(A) Quando il proiettile impatta sulla superficie dell'esplosivo (superficie che è più larga di quelle interessata nel caso dell'EBW), sebbene diversa energia sia persa ai lati dell'area impattata, viene comunque efficientemente compresso un cono di materiale. (B) I detonatori EBW innescano la detonazione in un singolo punto e l'energia viene dispersa in ogni direzione, rendendo meno efficiente il trasferimento di energia.

Facendo passare un impulso elettrico di migliaia di ampere attraverso la sottile striscia di metallo, avente spessore generalmente inferiore al centesimo di millimetro, questa evapora istantaneamente ed esplosivamente dando origine a una bolla di plasma, la quale continua ad essere riscaldata dall'arco elettrico che si forma in essa e che, espandendosi, strappa una sezione film plastico, che generalmente ha uno spessore che va dai 2 ai 17 centesimi di millimetro, la quale viene quindi proiettata attraverso il foro della rondella, spessa circa 7 decimi di millimetro, a velocità dell'ordine dei 2/3 millimetri al microsecondo, fino a che non impatta contro il cilindretto di esplosivo dando inizio alla detonazione.
L'efficacia del suddetto impatto nel produrre la detonazione dipende, a parità di esplosivo utilizzato, da molti fattori, che includono la dimensione della superficie di materiale plastico che viene proiettata contro l'esplosivo, la dimensione della striscia metallica che viene fatta vaporizzare (in genere ha una forma quadrata con il lato che va da 0,2 a 2 mm), il voltaggio utilizzato per la vaporizzazione e la distanza a cui si trova l'esplosivo bersaglio (si è visto che, nei dispositivi tipici, il proiettile accelera per i primi 0,5 mm per poi cominciare a decelerare e che le migliori performance si ottengono quando la velocità è massima).
Come detto, l'energia cinetica del proiettile plastico è quindi fornita dal riscaldamento (e quindi dall'espansione) plasma causato da un passaggio di corrente ad alta intensità attraverso di esso, tale espansione può poi essere guidata grazie all'utilizzo di un supporto posteriore che, sfruttando l'effetto Misznay-Schardin, proietta il plasma verso una direzione precisa. Con un tale dispositivo, circa il 30% dell'energia elettrica utilizzata per vaporizzare la lamina metallica viene convertita in energia cinetica del proiettile.

## Vantaggi rispetto a un EBW
Come precedentemente accennato, i detonatori EFI costituiscono un'evoluzione dei detonatori EBW, e i vantaggi rispetto ad essi includono:
- La lamina metallica non è in contatto diretto con l'esplosivo, il che riduce il rischio di corrosione della lamina o l'eventualità di reazioni chimiche tra lamina ed esplosivo e la conseguente formazione di composti instabili, riducendo ilnoltro il rischio di un'accensione accidentale dell'esplosivo per via elettrica;
- L'energia per accendere il detonatore è relativamente bassa;
- Il proiettile plastico impatta una certa superficie di esplosivo piuttosto che un singolo punto, come accade negli EBW, rendendo gli EFI più affidabili ed efficienti nell'innescare la detonazione;
- L'esplosivo può essere compresso a una densità più elevata;
- Possono essere innescati direttamente esplosivi molto meno sensibili, e quindi più sicuri.

## Sistema di accensione
Proprio perché richiedono un velocissimo impulso di corrente ad elevate intensità, i detonatori di tipo EFI sono, assieme a quelli a filo esplodente, i detonatori più sicuri. I potenti e brevissimi picchi di energia necessari sono solitamente ottenuti scaricando un condensatore per alta tensione a bassa induttanza parassita ed elevata capacità (ad esempio ceramici o in mylar) grazie a un apposito interruttore (ad esempio un thyratron, un krytron, ecc...) sulla lamina metallica che costituisce un ponte tra due elettrodi. Per fornire l'alta tensione necessaria si può utilizzare un generatore di Marx, mentre per garantire il raggiungimento del picco di corrente necessario sono necessaria anche dei cavi coassiali a bassa impedenza.
In una variante chiamate "detonatore a laser", la  vaporizzazione è causata da un impulso laser ad alta potenza sparato attraverso l'aria o accoppiato con una fibra ottica e in genere si utilizzano laser a stato solido da 1 watt.

## Utilizzo

### Armi nucleari
Il già citato detonatore a filo esplodente fu inventato dal fisico Luis Álvarez, premio Nobel per la fisica nel 1968, e dal suo assistente, Lawrence Johnson, durante il loro soggiorno presso i laboratori di Los Alamos, nell'ambito del Progetto Manhattan. In particolare, il detonatore fu realizzato ad hoc per le bombe nucleari a implosione, come The Gadget, la prima bomba nucleare della storia, e Fat Man, la bomba lanciata su Nagasaki il 9 agosto 1945. L'altissima precisione temporale con cui avveniva l'innesco della detonazione rispetto all'applicazione delle corrente elettrica rese infatti i detonatori EBW adatti al loro utilizzo in una bomba nucleare a implosione. Con lo sviluppo e il miglioramento degli EFI a partire dagli anni 1970, in virtù dei sopraccitati vantaggi rispetto agli EBW, questi hanno via via sostituito i detonatori a filo esplodente in praticamente tutti gli arsenali nucleari del mondo.
In tali ordigni, lo scopo del detonatore a lamina esplodente è quello di dare inizio alla detonazione di un insieme di lenti esplosive (ogni lente ha il proprio detonatore), poste  all'esterno del nocciolo della bomba e che devono essere attivate con la massima simultaneità possibile (lo scarto è nell'ordine dei 0,025 microsecondi e quindi, considerando una velocità di detonazione di 7/8 km/s, il ritardo tra due onde di detonazione è nell'ordine dei 0,2 mm). Le lenti, realizzate con esplosivi ad alta e bassa velocità, hanno lo scopo di convertire diverse onde di detonazione divergenti e approssimativamente sferiche in una singola onda sferica convergente. Tale onda convergente ha poi il compito di far collassare i diversi gusci sferici (il tamper, lo scudo riflettente, ecc...) posti attorno al nocciolo di materiale fissile e di comprimere quest'ultimo il più velocemente e simmetricamente possibile, tanto da fargli raggiungere uno stato di criticità pronta.
Proprio a causa del loro tipico utilizzo in ordigni nucleari, negli Stati Uniti d'America il commercio di questi dispositivi è soggetto in ogni Stato della federazione ai controlli delle autorità nucleari in accordo con le linee guida delle leggi sul commercio e l'esportazione di materiali, equipaggiamenti e tecnologie nucleari.

### Altri utilizzi
Negli anni, gli EFI hanno trovato utilizzo anche al di fuori del campo nucleare, essi sono ad esempio impiegati sia in ambito aeronautico sia militare che civile, o in applicazioni in cui è sempre necessaria un'elevata sincronizzazione delle diverse esplosioni, come avviene per esempio in detonazioni commerciali effettuate in cave e miniere.